# Нордкин
Но́рдкин, или Киннарудден (нюнорск и норв. Nordkyn — Нурхюн, Kinnarodden) — мыс в Норвегии, самая северная континентальная точка Европы.
Мыс представляет собой скалу, оконечность полуострова Нордкин. Геологически сложен кварцевыми песчаниками, высота — до 234 м. Баренцево море у берегов не замерзает.
Растительность скудная, типична для тундры.
К западу от Нордкина расположен остров Магерёйа, на котором расположены мысы Нордкап и Кнившелльодден, объявленные самыми северными точками Европы (не считая более удалённых, но более северных, островов архипелагов Шпицберген, Земля Франца-Иосифа и Новая Земля).
Административно мыс относится к фюльке Финнмарк.